# Henryk Bystroń
Henryk Bystroń (ur. 20 października 1920 w Grigoriopolu, zm. 6 kwietnia 2013 w Katowicach) – polski inżynier górniczy, specjalista z dziedziny aerologii górniczej oraz wentylacji kopalń i pożarów podziemnych. 

## Życiorys
Urodził się w Grigoriopolu (Mołdawia), w rodzinie Franciszka i Anastazji z d. Spodar. Ukończył Szkołę Podstawową w Uszwi. Uczęszczał do Gimnazjum im. J. Piłsudskiego w Brzesku (1937), ukończył LO (humanistyczne) im. J. Piłsudskiego w Brzesku (1939).
Od 1945 studiował na Wydziale Górniczym AGH w Krakowie, którą ukończył w 1950 z tytułem mgr inż. górniczy. Doktor AGH (1958), docent (1959), doktor habilitowany Politechniki Śląskiej w Gliwicach (1969), profesor nadzwyczajny Głównego Instytutu Górnictwa w Katowicach (1972), profesor zwyczajny (1980).
W latach 1948–1953 był praktykantem, sztygarem górniczym, kierownikiem Działu Wentylacji, Kopalnianej Stacji Ratownictwa Górniczego i Robót Górniczych w Kopalni Węgla Kamiennego „Pokój” w Nowym Bytomiu, w latach 1953–1960 kierował Zakładem Wentylacji i Pożarów w Kopalni Doświadczalnej „Barbara” w Mikołowie, w latach 1961–1990 kierował Zakładem Wentylacji, Klimatyzacji i Pożarów/Aerologii Górniczej w Głównym Instytucie Górnictwa w Katowicach, od 1991 był konsultantem naukowym.
W latach 1957–1960 był adiunktem w Instytucie Mechaniki Górotworu PAN w Krakowie, w latach 1961–1969 wykładał aerologię górniczą na Wydziale Górniczym Politechniki Śląskiej, w latach 1970–1977 i 1986–1991 był kierownikiem zakładu/wykładowcą aerologii górniczej w Instytucie Górnictwa Politechniki Wrocławskiej, w 1985 prowadził wykłady nt. podstawowych zagadnień termodynamiki wentylacji kopalń podziemnych na Fakultecie Górniczo-Geologicznym w Tuzli.
Od 1954 był członkiem wielu komisji przy Ministerstwie Górnictwa, Wyższym Urzędzie Górniczym i KWK, w latach 1975–1983 był członkiem Komisji Nagród Państwowych, w latach 1977–1995 przewodniczącym Komisji Górniczej i od 1977 przewodniczącym jej Sekcji Aerologii Górniczej Oddziału PAN w Katowicach, w latach 1986–1998 był zastępcą przewodniczącego/wiceprezesem Oddziału PAN w Katowicach, w latach 1979–1994 zastępcą przewodniczącego Międzynarodowego Biura Górniczej Fizyki Cieplnej w Kijowie przy Światowych Kongresach Górniczych, w latach 1973–1976 i 1979–1987 CKK ds. KN przy prezesie Rady Ministrów. Od 1976 członek korespondent, od 1991 członek rzeczywisty PAN.
Był współautorem 13 patentów, 4 wzorów użytkowych i 8 projektów racjonalizatorskich, autorem ponad 200 publikacji.
Był mężem Haliny z d. Uherek (1932–2019), z którą miał córki: Urszulę po mężu Prajsner (1949–2009) i Marię (ur. 1955).
Zmarł 6 kwietnia 2013 w Katowicach, pochowany na Centralnym Cmentarzu Komunalnym przy Murckowskiej (sektor 37-22-16).

## Najważniejsze opublikowane prace naukowe
- Podstawy schematu potencjalnego kopalnianej sieci wentylacyjnej, „Prace GIG. Kom. Nr 421”, 122, 1969.
- Stan pożaru, zapalenie i wybuch gazów podczas aktywnego i pasywnego gaszenia, „Archiwum Górnictwa”, 1997.
- An Approach to Mine Ventilation based on Aerodynamic Potential of Ventilating Air with Reference to Unit Mass of Dry Air. Editor D. C. Panigrahi: 4. „Mine Environment and Ventilation”, 2001.
- The Principles of Ventilation Analysis of an Operating Underground Mine Investigated Using the Thermodynamic and Compressible Gravimetric Approaches, „Bulletin of the Polish Academy of Sciences, Earth Sciences”, Vol. 51, 2003.
- Ocena rozprowadzenia powietrza w podpoziomowym rejonie eksploatacyjnym zabezpieczającego roboty wydobywcze przed dymami w przypadku pożaru w prądzie schodzącym, „Archiwum Górnictwa”. Zeszyt Specjalny. 2005.

## Ordery i odznaczenia
- Krzyż Komandorski z Gwiazdą Orderu Odrodzenia Polski (6 października 1997)[7][8]
- Krzyż Komandorski Orderu Odrodzenia Polski (1977)[8]
- Krzyż Oficerski Orderu Odrodzenia Polski (1972)[8]
- Krzyż Kawalerski Orderu Odrodzenia Polski (1964)[8]
- Złoty Krzyż Zasługi (1958)[8]
- Srebrny Krzyż Zasługi (1954)[8]
- Srebrna odznaka honorowa „Zasłużony dla górnictwa PRL” (1984)[8]
- Odznaka tytułu honorowego „Zasłużony Górnik PRL” (1988)[8]
- Złota Odznaka „Racjonalizator Produkcji”[9]
- Odznaka Honorowa „Zasłużony Ratownik Górniczy” (1985)[8]
- Złota Odznaka Zasłużonemu w Rozwoju Województwa Katowickiego (1971)[8]
- Srebrna Odznaka Zasłużonemu w Rozwoju Województwa Katowickiego (1963)[8]

## Nagrody
- Nagroda Państwowa III stopnia za opracowanie i wprowadzenie do praktyki przemysłowej wentylacyjnej metody likwidacji podziemnych pól pożarowych (1955)[8][10][11]
- Nagroda Państwowa II stopnia (zespołowa) (1972)[8]
- Nagroda Komitetu Nauki i Techniki
- Nagroda Ministra Nauki, Szkolnictwa Wyższego i Techniki
- Nagroda Rektora Politechniki Wrocławskiej
- Statuetka „Srebrny Skarbnik” - honorowe wyróżnienie Prezesa Wyższego Urzędu Górniczego (1997)[12]
- Nagroda Men of the Year representing Poland 2008 w USA[9]

Źródło:.